# 2017年日本グランプリ (4輪)
2017年日本グランプリ（2017 Japanese Grand Prix）は、2017年のF1世界選手権第16戦として、2017年10月8日に鈴鹿サーキットで開催された。
正式名称は「2017 FORMULA 1 JAPANESE GRAND PRIX」。

## レース前
このレースでピレリが供給するドライタイヤのコンパウンドは、ミディアム、ソフト、スーパーソフトの3種類。

## フリー走行
開催日時はJST (UTC+9、以下同じ）。

### 1回目(FP1)
2017年10月6日 10:00
トロ・ロッソはカルロス・サインツJr.のパワーユニットを交換（6基目のMGU-H、5基目のエンジンとターボ）し、20グリッド降格となった。
気温19度、路面温度23度、雨の予報が出ていたがまだ雨は降らずドライコンディションでスタートした。各車雨に備えて早い時間から積極的に周回を重ねていく。ソフトタイヤを使用するメルセデス勢とフェラーリ勢が早々に1分30秒台を記録、27分にはスーパーソフトを使用するダニエル・リカルドが1分29秒541のトップタイムを記録した。34分にメルセデス勢もスーパーソフトに変え、ルイス・ハミルトンが1分29秒377を記録する。50分にサインツがスプーンでクラッシュして赤旗中断となった。16分後に再開され、セバスチャン・ベッテルがスーパーソフトで1分29秒166のトップタイムを出した。心配された雨はセッション終盤になって強く降り出し、終了5分前にウエットトラック宣言が出されてセッションは終了した。

### 2回目(FP2)
2017年10月6日 14:00
FP1の終盤から降り出した雨はさらに強くなり、雨がほぼ止むまでの45分間ディレイとなった。終了10分前に再び雨が強く降り出し、そのままセッションは終了した。ハミルトンが1分48秒719のトップタイムを出したが、タイムを出したドライバーは5人のみで、1周も走行していないドライバーは6人にのぼった。

### 3回目(FP3)
2017年10月7日 12:00
メルセデスはバルテリ・ボッタスのギアボックスを交換。6戦連続使用の規定に違反するため5グリッド降格となる。マクラーレン・ホンダはフェルナンド・アロンソのパワーユニットに異常が見つかったため、すべてのコンポーネントを交換（エンジンとMGU-Hは8基目、MGU-Hとターボは10基目、ESは7基目、CEは6基目）して35グリッド降格となった。ルノーのジョリオン・パーマーもパワーユニットを交換（5基目のエンジン、6基目のターボとMGU-H）して20グリッド降格となった。
気温21度、路面温度28度、前日からの雨は止み、路面にはウエットパッチが残るもののドライコンディションでスタートした。開始10分でハミルトンがコースレコードに迫る1分29秒069をマーク。すぐにボッタスが1分29秒055を出してトップに立った。しかし、ボッタスは20分過ぎにスプーンでオーバーランしてマシンの右側を壁に接触させたためパーツが飛び散り、コース上にデブリが出たため赤旗中断となる。31分に再開されたが、すぐにキミ・ライコネンがデグナーでクラッシュして再び赤旗中断となった。セッション再開後はタイム更新がないまま終了した。

## 予選
2017年10月7日 15:00
ルイス・ハミルトンが今シーズン10回目（通算71回目）のポールポジションを獲得した。チームメイトのバルテリ・ボッタスが2位に続いたが、グリッド降格ペナルティのためフロントロー独占とはならず、3位のセバスチャン・ベッテルが2番グリッドに繰り上がった。

### 経過
気温23度、路面温度27度、雲が多いが隙間から晴れ間も見える中、ドライコンディションで行われた。
Q1
FP3でクラッシュしたキミ・ライコネンはQ1に間に合ったもののギアボックス交換を強いられ、6戦以内のギアボックス交換によるペナルティで5グリッド降格となった。ハミルトンとベッテルがソフトを使用した以外はスーパーソフトで走行。ライコネンは6分経過したところでコースイン。バルテリ・ボッタスはデグナーでコースオフするもクラッシュは免れた。ハミルトンがソフトのまま予選をリードしていったが、スーパーソフトのマックス・フェルスタッペンが1分29秒181でハミルトンを上回る。ハミルトンも負けじと1分29秒047まで伸ばしてトップを奪い返した。残り1分18秒にロマン・グロージャンがターン6でクラッシュしたため赤旗が出されてセッションは終了した。この赤旗でアタックの機会を失い、グロージャン、ピエール・ガスリー、ランス・ストロール、ザウバー勢がQ1敗退となった。
Q2
各車スーパーソフトでコースインするが、グリッド降格が決まっていたボッタスとライコネンは翌日の決勝スタートに備えてソフトでアタックを開始した。ハミルトンは1回目のアタックで1分27秒819を出して11年ぶりにコースレコードを更新した。2回目のアタックでボッタスはスーパーソフトを使用したが1回目のタイムを下回り、決勝はソフトでスタートとなった。ストフェル・バンドーン、ルノー勢、ケビン・マグヌッセン、カルロス・サインツJr.がQ2敗退となった。なお、10位のフェルナンド・アロンソが降格となるためバンドーンが10番グリッドに繰り上がるが、決勝スタート時のタイヤを自由に選択できることになった。
Q3
全車スーパーソフトでアタックを開始する。ハミルトンがコースレコードをさらに更新する1分27秒345を出してトップとなり、2位のベッテルに0.452秒差を付けた。ハミルトンは2回目のアタックでもコースレコードを更新する1分27秒319を出す圧巻の走りでポールポジションを獲得した。0.332秒差でボッタスが2位、ベッテルは自己ベストを更新したもののメルセデス勢を下回り0.472秒差の3位、レッドブル勢はダニエル・リカルドが4位、マックス・フェルスタッペンが5位となり、ライコネンは6位に終わった。
予選後、ガスリーが次戦アメリカGPも引き続きトロ・ロッソで走ることが発表された。これに伴って翌年のルノーへのレンタル移籍が決まっていたサインツが一足早くアメリカGPからルノーへ移籍、ガスリーにシートを明け渡したダニール・クビアトがトロ・ロッソへ復帰し、パーマーは当レースをもってルノーのシートを失うことになった。しかし、決勝終了後にガスリーの続投についてはトロ・ロッソの広報が「サインツの移籍が決まったため、次戦もガスリーが出場すると思い込み発表してしまった」とミスを認めた。ガスリーは今シーズン参戦中のスーパーフォーミュラ最終戦とアメリカGPの日程が重なっていたため上記のように情報が錯綜したが、その後ガスリーのスーパーフォーミュラ最終戦出走とアメリカGPでブレンドン・ハートレイの起用が発表された。

### 結果
| Pos.                | No. | ドライバー                 | コンストラクター                | Q1       | Q2       | Q3       | Grid |
| ------------------- | --- | -------------------------- | ------------------------------- | -------- | -------- | -------- | ---- |
| 1                   | 44  | ルイス・ハミルトン         | メルセデス                      | 1:29.047 | 1:27.819 | 1:27.319 | 1    |
| 2                   | 77  | バルテリ・ボッタス         | メルセデス                      | 1:29.332 | 1:28.543 | 1:27.651 | 6 1  |
| 3                   | 5   | セバスチャン・ベッテル     | フェラーリ                      | 1:29.352 | 1:28.225 | 1:27.791 | 2    |
| 4                   | 3   | ダニエル・リカルド         | レッドブル-タグ・ホイヤー       | 1:29.475 | 1:28.935 | 1:28.306 | 3    |
| 5                   | 33  | マックス・フェルスタッペン | レッドブル-タグ・ホイヤー       | 1:29.181 | 1:28.747 | 1:28.332 | 4    |
| 6                   | 7   | キミ・ライコネン           | フェラーリ                      | 1:29.163 | 1:29.079 | 1:28.498 | 10 2 |
| 7                   | 31  | エステバン・オコン         | フォース・インディア-メルセデス | 1:30.115 | 1:29.199 | 1:29.111 | 5    |
| 8                   | 11  | セルジオ・ペレス           | フォース・インディア-メルセデス | 1:29.696 | 1:29.343 | 1:29.260 | 7    |
| 9                   | 19  | フェリペ・マッサ           | ウィリアムズ-メルセデス         | 1:30.352 | 1:29.687 | 1:29.480 | 8    |
| 10                  | 14  | フェルナンド・アロンソ     | マクラーレン-ホンダ             | 1:30.525 | 1:29.749 | 1:30.687 | 20 3 |
| 11                  | 2   | ストフェル・バンドーン     | マクラーレン-ホンダ             | 1:30.654 | 1:29.778 |          | 9    |
| 12                  | 27  | ニコ・ヒュルケンベルグ     | ルノー                          | 1:30.252 | 1:29.879 |          | 11   |
| 13                  | 20  | ケビン・マグヌッセン       | ハース-フェラーリ               | 1:30.774 | 1:29.972 |          | 12   |
| 14                  | 30  | ジョリオン・パーマー       | ルノー                          | 1:30.516 | 1:30.022 |          | 18 4 |
| 15                  | 55  | カルロス・サインツ         | トロ・ロッソ                    | 1:30.565 | 1:30.413 |          | 19 5 |
| 16                  | 8   | ロマン・グロージャン       | ハース-フェラーリ               | 1:30.849 |          |          | 13   |
| 17                  | 10  | ピエール・ガスリー         | トロ・ロッソ                    | 1:31.317 |          |          | 14   |
| 18                  | 18  | ランス・ストロール         | ウィリアムズ-メルセデス         | 1:31.409 |          |          | 15   |
| 19                  | 9   | マーカス・エリクソン       | ザウバー-フェラーリ             | 1:31.597 |          |          | 16   |
| 20                  | 94  | パスカル・ウェーレイン     | ザウバー-フェラーリ             | 1:31.885 |          |          | 17   |
| 107% time: 1:35.280 |     |                            |                                 |          |          |          |      |
| ソース              |     |                            |                                 |          |          |          |      |

追記
以下のドライバーがペナルティのためグリッド降格となったが、グリッド降格は最大でも最後尾（20番グリッド）であり、かつ複数のドライバーがペナルティの対象となったため、実際に降格したグリッド数とは異なる。
- ^1 - ボッタスはFP3で6戦以内にギアボックスを交換したため5グリッド降格[6][18]
- ^2 - ライコネンは予選で6戦以内にギアボックスを交換したため5グリッド降格[8][19]
- ^3 - アロンソはFP3で4基を超えるパワーユニット交換（10基目のターボ(TC)とMGU-H、8基目のエンジン(ICE)とMGU-K、7基目のバッテリー(ES)、6基目の電子制御装置(CE)）を行ったため35グリッド降格[7][20]
- ^4 - パーマーはFP3で4基を超えるパワーユニット交換（6基目のターボとMGU-H、5基目のエンジン）を行ったため20グリッド降格[21]
- ^5 - サインツはFP1で4基を超えるパワーユニット交換（6基目のMGU-H、5基目のエンジンとターボ）を行ったため20グリッド降格[2][22]

## 決勝
2017年10月8日 14:00
ルイス・ハミルトンがポール・トゥ・ウィンで優勝、2位マックス・フェルスタッペン、3位ダニエル・リカルドとレッドブル勢が表彰台に立った。ベッテルは序盤にリタイアを喫しハミルトンとのポイント差は59点まで開いた。
観客動員の減少には歯止めがかからず、F1日本GPとして初めて3日間の合計が14万人を割った。これは過去最小の観客動員数であり、2006年の予選日の数字よりも少なかった。

### 展開
気温25度、路面温度42度、晴天のドライコンディションで行われた。
ソフトタイヤでスタートするのは、同タイヤでQ2のベストタイムを記録したバルテリ・ボッタスとキミ・ライコネンの他、ルノーとザウバーの各2台とカルロス・サインツJr.で、その他のドライバーはスーパーソフトでスタートする。
スタートでフェルスタッペンがリカルドを抜き、さらにベッテルもパスして2位に浮上する。ライコネンはニコ・ヒュルケンベルグに抜かれた際にストフェル・バンドーンと接触してさらに順位を落としてしまう。サインツが逆バンクでスピンオフを喫したため、セーフティカーが導入される。
レース再開後、後半戦から失速傾向のフェラーリ、ベッテルに更なる悪夢が襲う。前戦マレーシアGP終了後の接触事故(該当項目を参照のこと)によるギアボックスへの影響は無かったが、決勝日になってスパークプラグの問題が発生、序盤から全くパワーが出ず次々と他車に抜かれていき、リタイアを余儀なくされた。ベッテルは即座にマシンを降りず、思い入れのあるサーキットでの失態に憮然とした態度であった。
21周目にフェルスタッペン、22周目にハミルトン、25周目にリカルドがタイヤ交換を済ませたが、実質的な順位に変動はない。しかし、フェルスタッペンがハミルトンに1.5秒差まで接近してきた。ここでメルセデスは両者の直前を走行していた暫定首位のボッタスに対し、ハミルトンを先に行かせフェルスタッペンを抑える役目に回す。その後もフェルスタッペンは懸命にハミルトンを捉えようとしたが、46周目にランス・ストロールがマシントラブルで停止した際にバーチャルセーフティーカーが導入される事態となり、追い越しが禁止になってしまった。これでフェルスタッペンが足止めを食らった形で残り3周でバーチャルセーフティーカーは解除になり、DRSが使用できる1秒以内にまでハミルトンに肉薄したものの、最終周に周回遅れのフェリペ・マッサに引っかかり万事休す。ハミルトンも前半戦は無線で「プランAを維持しろ」という命令を尊守して万全の体制であったものの、後半戦は「バイブレーションがあって…」というハミルトンの苦情も入っており、決して楽な勝利ではなかった。
ボッタスは4位に入り、ライコネンは5位が精一杯だった。これでメルセデスは2位フェラーリに145ポイント差を付け、4年連続のコンストラクターズチャンピオン獲得にも王手がかかった。フォース・インディアとハースがダブル入賞を果たし、マッサが10位に入賞した。マクラーレン・ホンダとして最後となった日本GPだったが、フェルナンド・アロンソは10位のマッサに迫るも追い抜くことができず11位、バンドーンは前述したライコネンとの接触で大きく順位を落としてしまい14位。両者とも完走したものの入賞圏外に終わった。

### 結果
| Pos.   | No. | ドライバー                 | コンストラクター                | 周回数 | タイム/リタイア | Grid | Pts. |
| ------ | --- | -------------------------- | ------------------------------- | ------ | --------------- | ---- | ---- |
| 1      | 44  | ルイス・ハミルトン         | メルセデス                      | 53     | 1:27:31.194     | 1    | 25   |
| 2      | 33  | マックス・フェルスタッペン | レッドブル-タグ・ホイヤー       | 53     | +1.211          | 4    | 18   |
| 3      | 3   | ダニエル・リカルド         | レッドブル-タグ・ホイヤー       | 53     | +9.679          | 3    | 15   |
| 4      | 77  | バルテリ・ボッタス         | メルセデス                      | 53     | +10.580         | 6    | 12   |
| 5      | 7   | キミ・ライコネン           | フェラーリ                      | 53     | +32.622         | 10   | 10   |
| 6      | 31  | エステバン・オコン         | フォース・インディア-メルセデス | 53     | +1:07.788       | 5    | 8    |
| 7      | 11  | セルジオ・ペレス           | フォース・インディア-メルセデス | 53     | +1:11.424       | 7    | 6    |
| 8      | 20  | ケビン・マグヌッセン       | ハース-フェラーリ               | 53     | +1:28.953       | 12   | 4    |
| 9      | 8   | ロマン・グロージャン       | ハース-フェラーリ               | 53     | +1:29.883       | 13   | 2    |
| 10     | 19  | フェリペ・マッサ           | ウィリアムズ-メルセデス         | 52     | +1 Lap          | 8    | 1    |
| 11     | 14  | フェルナンド・アロンソ 1   | マクラーレン-ホンダ             | 52     | +1 Lap          | 20   |      |
| 12     | 30  | ジョリオン・パーマー       | ルノー                          | 52     | +1 Lap          | 18   |      |
| 13     | 10  | ピエール・ガスリー         | トロ・ロッソ                    | 52     | +1 Lap          | 14   |      |
| 14     | 2   | ストフェル・バンドーン     | マクラーレン-ホンダ             | 52     | +1 Lap          | 9    |      |
| 15     | 94  | パスカル・ウェーレイン     | ザウバー-フェラーリ             | 51     | +2 Laps         | 17   |      |
| Ret    | 18  | ランス・ストロール         | ウィリアムズ-メルセデス         | 45     | ホイール        | 15   |      |
| Ret    | 27  | ニコ・ヒュルケンベルグ     | ルノー                          | 40     | リアウイング    | 11   |      |
| Ret    | 9   | マーカス・エリクソン       | ザウバー-フェラーリ             | 7      | アクシデント    | 16   |      |
| Ret    | 5   | セバスチャン・ベッテル 2   | フェラーリ                      | 4      | スパークプラグ  | 2    |      |
| Ret    | 55  | カルロス・サインツ         | トロ・ロッソ                    | 0      | アクシデント    | 19   |      |
| ソース |     |                            |                                 |        |                 |      |      |

ファステストラップ
- バルテリ・ボッタス（メルセデス） 1:33.144（50周目）

ラップリーダー
- ルイス・ハミルトン (Lap 1-22, 28-53)
- ダニエル・リカルド (Lap 23-25)
- バルテリ・ボッタス (Lap 26-27)

追記
- ^1 - アロンソは青旗無視のため戒告処分（1回目）とペナルティポイント2点（合計2点）が科された[27]
- ^2 - ベッテルは決勝前の国歌斉唱を欠席したため戒告処分（2回目、うち運転違反1回）[28]

## 第16戦終了時点のランキング
|  | 順位 | ドライバー             | ポイント |
|  | ---- | ---------------------- | -------- |
|  | 1    | ルイス・ハミルトン     | 306      |
|  | 2    | セバスチャン・ベッテル | 247      |
|  | 3    | バルテリ・ボッタス     | 234      |
|  | 4    | ダニエル・リカルド     | 192      |
|  | 5    | キミ・ライコネン       | 148      |

|  | 順位 | コンストラクター                | ポイント |
|  | ---- | ------------------------------- | -------- |
|  | 1    | メルセデス                      | 540      |
|  | 2    | フェラーリ                      | 395      |
|  | 3    | レッドブル-タグ・ホイヤー       | 303      |
|  | 4    | フォース・インディア-メルセデス | 147      |
|  | 5    | ウィリアムズ-メルセデス         | 66       |

- 注：ドライバー、コンストラクター共にトップ5のみ表示。